# Notohermetia pilifrons
Notohermetia pilifrons är en tvåvingeart som beskrevs av James 1950. Notohermetia pilifrons ingår i släktet Notohermetia och familjen vapenflugor.
Artens utbredningsområde är Vanuatu. Inga underarter finns listade i Catalogue of Life.